# Samsung Galaxy M13
Samsung Galaxy M13 — Android-смартфон середнього класу, що випускається компанією Samsung Electronics в рамках серії Galaxy M. Цей телефон був анонсований 27 травня 2022 року. Індійська версія M13 відрізняється більшою батареєю та трохи зміненим дизайном (тилові камери не розміщені в прямокутному блоці). Також в Індії є модель Samsung Galaxy F13, що відрізняється від глобального Galaxy M13 більшим об'ємом акумулятора та присутністю конфігурація з 6 ГБ оперативної пам'яті.

## Характеристики
- Телефон оснащений 6,6-дюймовим сенсорним дисплеєм (FHD+). Samsung Galaxy M13 працює на базі восьмиядерного процесора Samsung Exynos 850.
- Samsung Galaxy M13 працює під управлінням операційної системи Android 12 та живиться від акумулятора ємністю 5000 мА·год[1]. Samsung Galaxy M13 підтримує фірмову технологію швидкої зарядки.
- Датчики телефону включають акселерометр, датчик зовнішньої освітленості, компас/магнітометр, датчик наближення та датчик відбитків пальців.
- Смартфон оснащений 4 ГБ оперативної пам'яті з можливістю розширення на 64 ГБ, 128 ГБ вбудованої пам'яті. Пристрій працює під управлінням операційної системи Android 12 + One UI Core 4.1.
- Живиться від акумулятора Li-Po 5000 мА·год + швидка зарядка 15 Вт. Samsung Galaxy M13 оснащений 6,6-дюймовим PLS LCD дисплеєм з роздільною здатністю 720 x 1600 пікселів. Пристрій поставляється в різних кольорах, включаючи темно-зелений, помаранчевий мідний та світло-блакитний.
- Пристрій підтримує дві SIM-карти. Він має потрійну камеру: 50 Мп (ширококутна) + 5 Мп (надширококутна) + 2 Мп (глибинна), а на передній панелі знаходиться 8 Мп (ширококутна) камера. Смартфон має скляну передню панель, пластикову задню панель та пластикову рамку.
- Сенсори включають в себе бічний, дактилоскопічний акселерометр, компас + віртуальний сенсор наближення. Габарити пристрою складають 165,4 × 76,9 × 8,4 мм, а вага — 192 грами.
- Він оснащений модулями Bluetooth 5.0, A-GPS, ГЛОНАСС, GALILEO, BDS, NFC та USB-C 2.0.[2]

## Корпус та віртуальні сенсори
Galaxy M13 все ще поділяє деякі елементи дизайну зі своїм попередником. Наприклад, задня панель все ще має тонкий хвилястий візерунок, але позбавлена вертикальних ліній. Цього разу Samsung пропонує телефон у кольорах «Deep Green», «Light Blue» та «Orange Copper».
Пластиковий корпус типовий для телефонів цього цінового діапазону, але він дуже добре зроблений і має м'які переходи між матеріалами. Тиск на екран майже не відчувається.
Як і його попередник, Samsung Galaxy M12, телефон підтримує NFC, що все ще не завжди є даністю для пристрою вартістю менше 200 євро (~$202). NFC необхідний, наприклад, якщо ви хочете використовувати Google Pay або інші безконтактні додатки.
Однією з унікальних особливостей Galaxy M13 є його віртуальний датчик освітленості та наближення. Замість того, щоб мати окремий датчик для управління яскравістю екрану або відключення дисплея під час дзвінка, телефон використовує фронтальну камеру і програмне рішення для виявлення відповідних ситуацій. Результати посередні, коли справа доходить до визначення умов освітлення, оскільки датчик реагує повільно або взагалі не реагує на дуже сильне навколишнє світло. З іншого боку, під час розмови датчик наближення працює досить надійно.
Зчитувач microSD залишається працездатним навіть з двома SIM-картами в пристрої і є середнім для цінового діапазону за швидкістю роботи.

## Історія компанії Samsung
Samsung Group була заснована в місті Тэгу, у Кореї, 1 березня 1938 року. Її засновник підприємець Бьонг Чхуль Чи (Byung-Chull Lee) (1910—1987), чий стартовий капітал становив усього 30 000 геть (2000 доларів), назвав фірму «Samsung» (Samsung Trading Co), у перекладі з корейського — «три зірки», на перших логотипах компанії ці три зірки присутні в різних варіаціях. Одна з найбільш правдоподібних версій про походження назви розповідає, що в підприємця було три сини. Підприємець, за деяким даними, що так і не одержав учений ступінь, став одним з найвідоміших і найповажаніший людей у Кореї, його іменем названий корейський аналог Нобелівської премії — Ho-Am Prize, заснований компанією Samsung і присуджуваний за видатні досягнення в галузі науки й техніки.
До середини 2000-х рр. Samsung була провідним гравцем на ринку споживчої електроніки. Вона продавала величезну кількість телевізорів, аудіосистем і побутових приладів, випереджаючи таких серйозних конкурентів, як LG, Panasonic і Sony.
Samsung Group керують три CEO: Кім Кі Нам, Кім Хен Сук і Ко Донг Джин.

## Схожі смартфони серії Galaxy M
- Samsung Galaxy M53 5G
- Samsung Galaxy M52 5G
- Samsung Galaxy M51
- Samsung Galaxy M33 5G
- Samsung Galaxy M32
- Samsung Galaxy M31
- Samsung Galaxy M23 5G
- Samsung Galaxy M22
- Samsung Galaxy M21
- Samsung Galaxy M20
- Samsung Galaxy M11
- Samsung Galaxy M12